# هاوس أوف ذا ديد 2 (فلم)
هاوس أوف ذا ديد 2 (بالإنجليزية: House of the Dead II)، هو فيلم حركة ورعب، تم إنتاجه في الولايات المتحدة وهو مقتبس من لعبة فيديو الشهيرة على صالات الأركيد هاوس أوف ذا ديد، صدر سنة 2005م، وهو الجزء الثاني من سلسلة هاوس أوف ذا ديد.